# Saint-Péray
Saint-Péray is een gemeente in het Franse departement Ardèche (regio Auvergne-Rhône-Alpes). De gemeente telde 7.591 inwoners op 1 januari 2022. De plaats maakt deel uit van het arrondissement Tournon-sur-Rhône. De plaats is bekend door haar wijn.

## Geschiedenis
De plaats is ontstaan rond het kasteel van Crussol. In de 15e eeuw ontstond er een woonkern in de vallei van de Mialan dat aanvankelijk de naam Saint-Pierre-d’Ay droeg. De plaats werd bekend door haar witte wijn. In 1829 werd de eerste mousserende wijn in Saint-Péray geproduceerd en deze werd verhandeld in heel Europa. Aan het einde van de 19e eeuw werd de wijn van Saint-Péray het slachtoffer van de druifluis, maar de wijnproductie herstelde aan het begin van de 20e eeuw. In 1936 kreeg de wijn het label Appellation d’Origine Contrôlée.

## Geografie
De oppervlakte van Saint-Péray bedroeg op 1 januari 2022 24,05 vierkante kilometer; de bevolkingsdichtheid was toen 315,6 inwoners per km².
De Mialan stroomt door de gemeente en mondt er uit in de Rhône. In het oosten wordt de gemeente gescheiden van buurgemeente Guilherand-Granges door de heuvel Mont Crussol.
De onderstaande kaart toont de ligging van Saint-Péray met de belangrijkste infrastructuur en aangrenzende gemeenten.

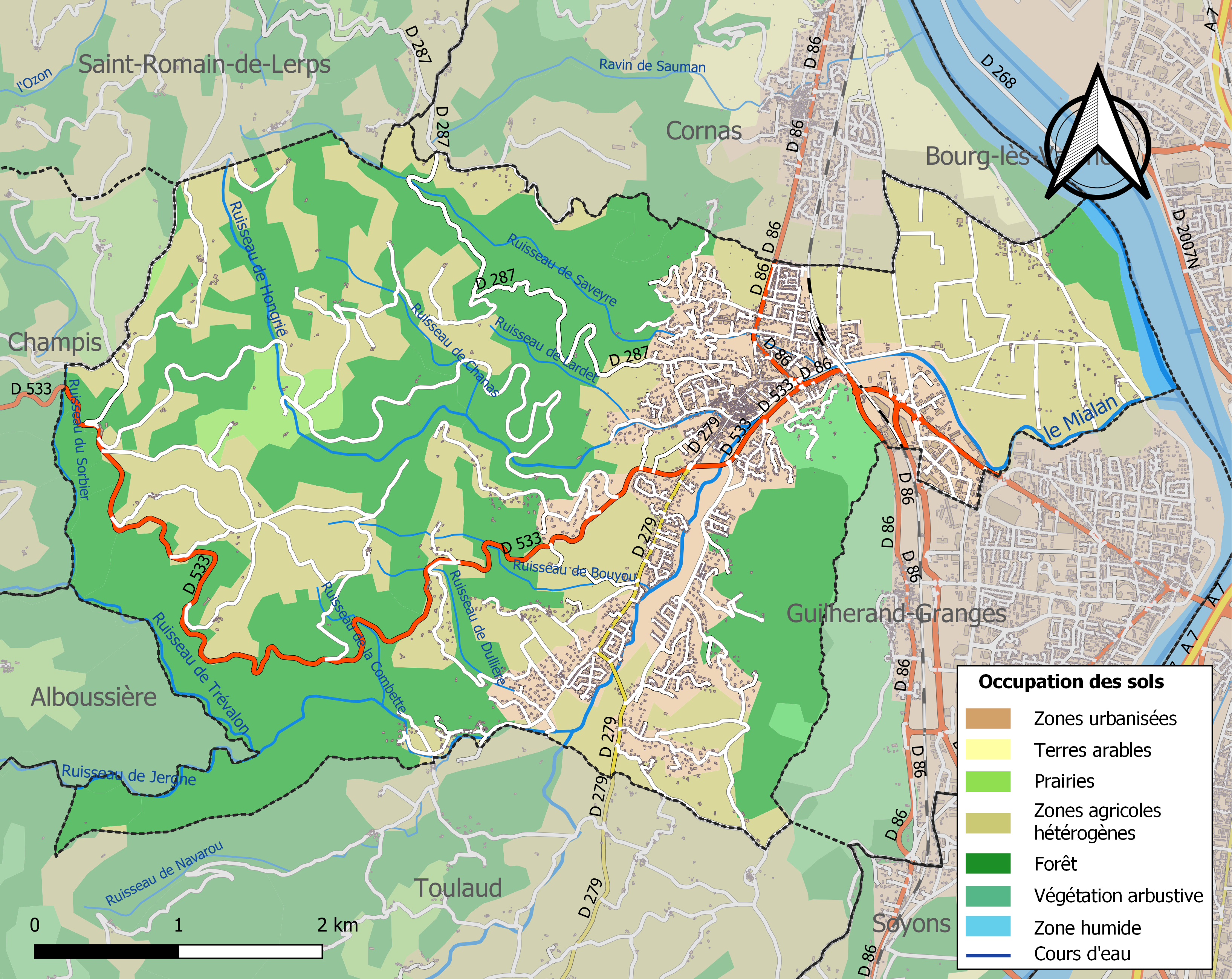

## Demografie
Onderstaande figuur toont het verloop van het inwonertal (bron: INSEE-tellingen).

Vanwege een beveiligingsprobleem met de MediaWiki Graph-software is het momenteel niet mogelijk deze grafiek weer te geven. Zodra de software is bijgewerkt zal de grafiek vanzelf weer zichtbaar worden.